# Be your girl
「be your girl」（ビーユアガール）は、河辺千恵子の1作目のシングル。2004年4月28日にバップからリリースされた。

## 解説
- 表題曲「be your girl 」は、テレビ東京系バラエティ番組「純愛果実」とテレビアニメ「エルフェンリート」のエンディングテーマとして使用された。
- 付属のDVDには、「be your girl」のPVが収録されている。

## 収録曲

### CD
1. be your girl [4:28] 
作詞：日向めぐみ、作曲・編曲：加藤大祐
2. ☆に願いを [4:15] 
作詞：河辺千恵子・日向めぐみ、作曲・編曲：加藤大祐
3. be your girl （instrumental）
4. ☆に願いを （instrumental）

### DVD
1. be your girl（Music Video）
2. be your girl（Making Video）